# فورد موندئو
فورد موندئو (به انگلیسی: Ford Mondeo) خودرویی است که از سال ۱۹۹۳ تا۲۰۱۷  در بلژیک، روسیه و اسپانیا تولید شده‌است فورد موندئو در سال ۲۰۱۷ به دلیل فروش کم در اروپا و آمریکا دیگر تولید نشد جانشین ندارد 